# Montrevel-en-Bresse
Montrevel-en-Bresse és un municipi francès situat al departament de l'Ain i a la regió d'Alvèrnia-Roine-Alps. L'any 2007 tenia 2.311 habitants.

## Demografia

### Població
El 2007 la població de fet de Montrevel-en-Bresse era de 2.311 persones. Hi havia 997 famílies de les quals 342 eren unipersonals (122 homes vivint sols i 220 dones vivint soles), 318 parelles sense fills, 251 parelles amb fills i 86 famílies monoparentals amb fills.
La població ha evolucionat segons el següent gràfic:
Habitants censats

### Habitatges
El 2007 hi havia 1.100 habitatges, 1.005 eren l'habitatge principal de la família, 27 eren segones residències i 68 estaven desocupats. 708 eren cases i 392 eren apartaments. Dels 1.005 habitatges principals, 585 estaven ocupats pels seus propietaris, 401 estaven llogats i ocupats pels llogaters i 19 estaven cedits a títol gratuït; 10 tenien una cambra, 80 en tenien dues, 200 en tenien tres, 295 en tenien quatre i 420 en tenien cinc o més. 785 habitatges disposaven pel capbaix d'una plaça de pàrquing. A 457 habitatges hi havia un automòbil i a 427 n'hi havia dos o més.

### Piràmide de població
La piràmide de població per edats i sexe el 2009 era:
| Homes | Edats   | Dones |
| ----- | ------- | ----- |
| 4     | 95 o +  | 4     |
| 8     | 90 a 94 | 24    |
| 8     | 85 a 89 | 36    |
| 16    | 80 a 84 | 20    |
| 44    | 75 a 79 | 56    |
| 44    | 70 a 74 | 60    |
| 72    | 65 a 69 | 68    |
| 36    | 60 a 64 | 44    |
| 68    | 55 a 59 | 64    |
| 68    | 50 a 54 | 68    |
| 108   | 45 a 49 | 92    |
| 68    | 40 a 44 | 64    |
| 36    | 35 a 39 | 72    |
| 76    | 30 a 34 | 48    |
| 56    | 25 a 29 | 56    |
| 44    | 20 a 24 | 60    |
| 64    | 15 a 19 | 56    |
| 60    | 10 a 14 | 56    |
| 40    | 5 a 9   | 48    |
| 20    | 0 a 4   | 56    |

## Economia
El 2007 la població en edat de treballar era de 1.363 persones, 1.031 eren actives i 332 eren inactives. De les 1.031 persones actives 994 estaven ocupades (500 homes i 494 dones) i 37 estaven aturades (13 homes i 24 dones). De les 332 persones inactives 157 estaven jubilades, 97 estaven estudiant i 78 estaven classificades com a «altres inactius».

### Ingressos
El 2009 a Montrevel-en-Bresse hi havia 1.007 unitats fiscals que integraven 2.244,5 persones, la mediana anual d'ingressos fiscals per persona era de 18.356 €.

### Activitats econòmiques
Dels 157 establiments que hi havia el 2007, 4 eren d'empreses extractives, 6 d'empreses alimentàries, 1 d'una empresa de fabricació de material elèctric, 7 d'empreses de fabricació d'altres productes industrials, 21 d'empreses de construcció, 36 d'empreses de comerç i reparació d'automòbils, 5 d'empreses de transport, 10 d'empreses d'hostatgeria i restauració, 10 d'empreses financeres, 5 d'empreses immobiliàries, 12 d'empreses de serveis, 29 d'entitats de l'administració pública i 11 d'empreses classificades com a «altres activitats de serveis».
Dels 47 establiments de servei als particulars que hi havia el 2009, 1 era una oficina d'administració d'Hisenda pública, 1 gendarmeria, 1 oficina de correu, 5 oficines bancàries, 5 tallers de reparació d'automòbils i de material agrícola, 2 autoescoles, 3 paletes, 1 guixaire pintor, 3 fusteries, 5 lampisteries, 2 electricistes, 1 empresa de construcció, 3 perruqueries, 1 agència de treball temporal, 7 restaurants, 3 agències immobiliàries, 1 tintoreria i 2 salons de bellesa.
Dels 19 establiments comercials que hi havia el 2009, 1 era un hipermercat, 1 un supermercat, 3 fleques, 3 carnisseries, 1 una botiga de congelats, 1 una peixateria, 2 botigues de roba, 2 botigues d'equipament de la llar, 1 una botiga d'equipament de la llar, 1 una sabateria, 1 una botiga de mobles i 2 floristeries.
L'any 2000 a Montrevel-en-Bresse hi havia 26 explotacions agrícoles que ocupaven un total de 684 hectàrees.

## Equipaments sanitaris i escolars
El 2009 hi havia 1 un hospital de tractaments de llarga durada, 1 psiquiàtric, 2 farmàcies i 1 ambulància.
El 2009 hi havia 1 escola maternal i 1 escola elemental. Montrevel-en-Bresse disposava d'un col·legi d'educació secundària amb 754 alumnes.

## Poblacions més properes
El següent diagrama mostra les poblacions més properes.